# Église Saint-Armel de Ploërmel
L'église Saint-Armel est une église catholique située à Ploërmel, en France.

## Localisation
L'église est située dans le département français du Morbihan, sur la commune de Ploërmel.

## Historique
L'édifice est classé au titre des monuments historiques en 1840.
Les vitraux abimés au terme de la Seconde Guerre mondiale sont restaurés au cours d'une longue campagne de travaux qui s'étalent de 1954 à 1970. Le vitrailliste chargé de la tâche est Jacques Bony.

## Architecture

### Extérieur

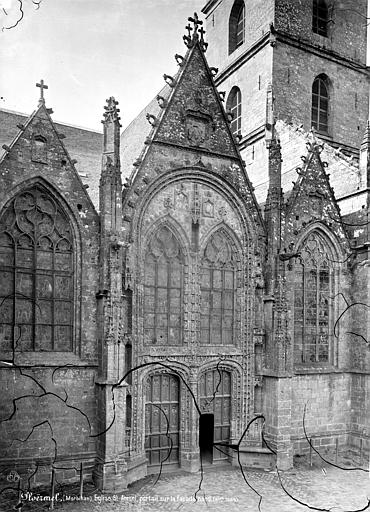
Vue générale du portail nord, par Séraphin-Médéric Mieusement en octobre 1888
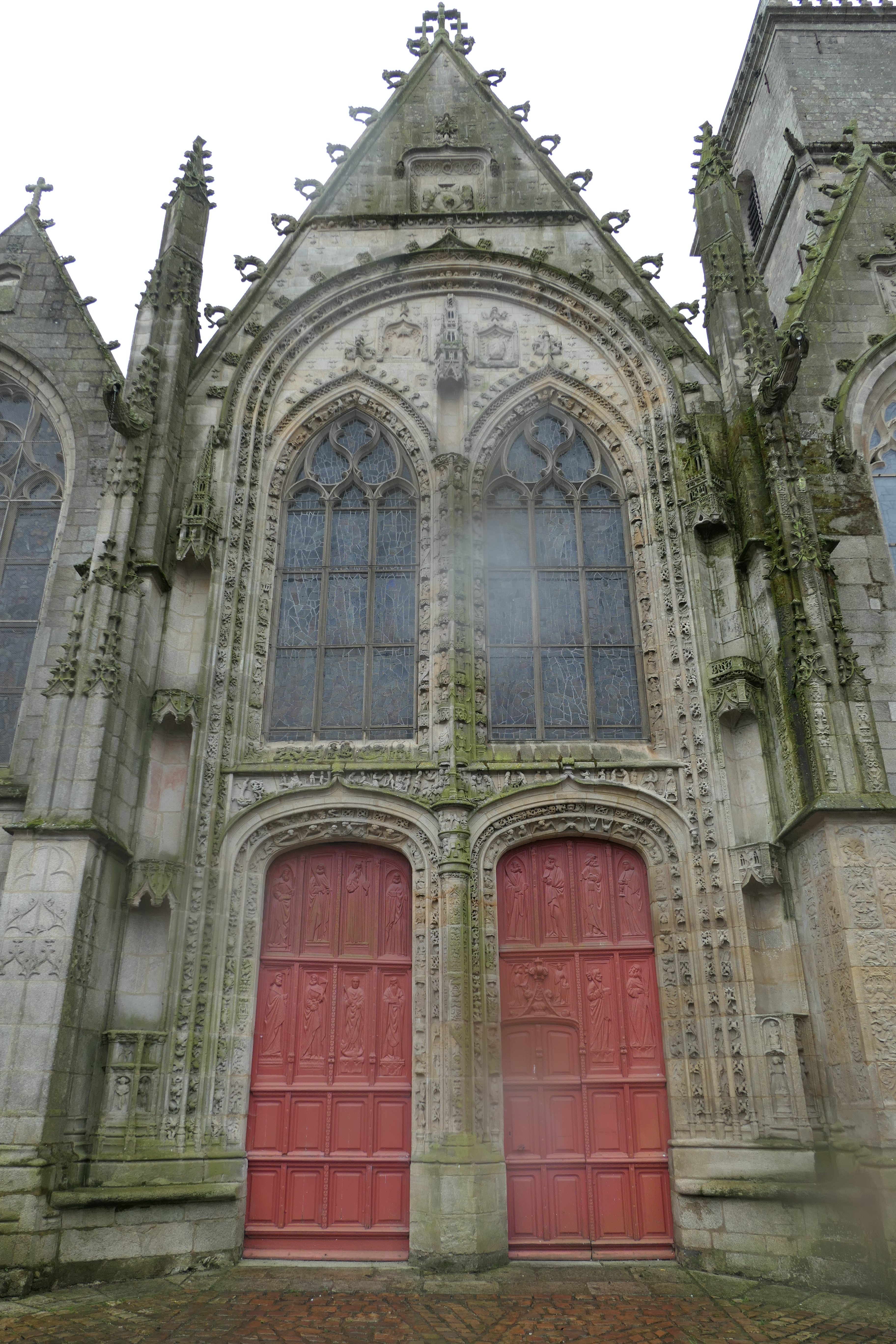
Vue du portail en 2022
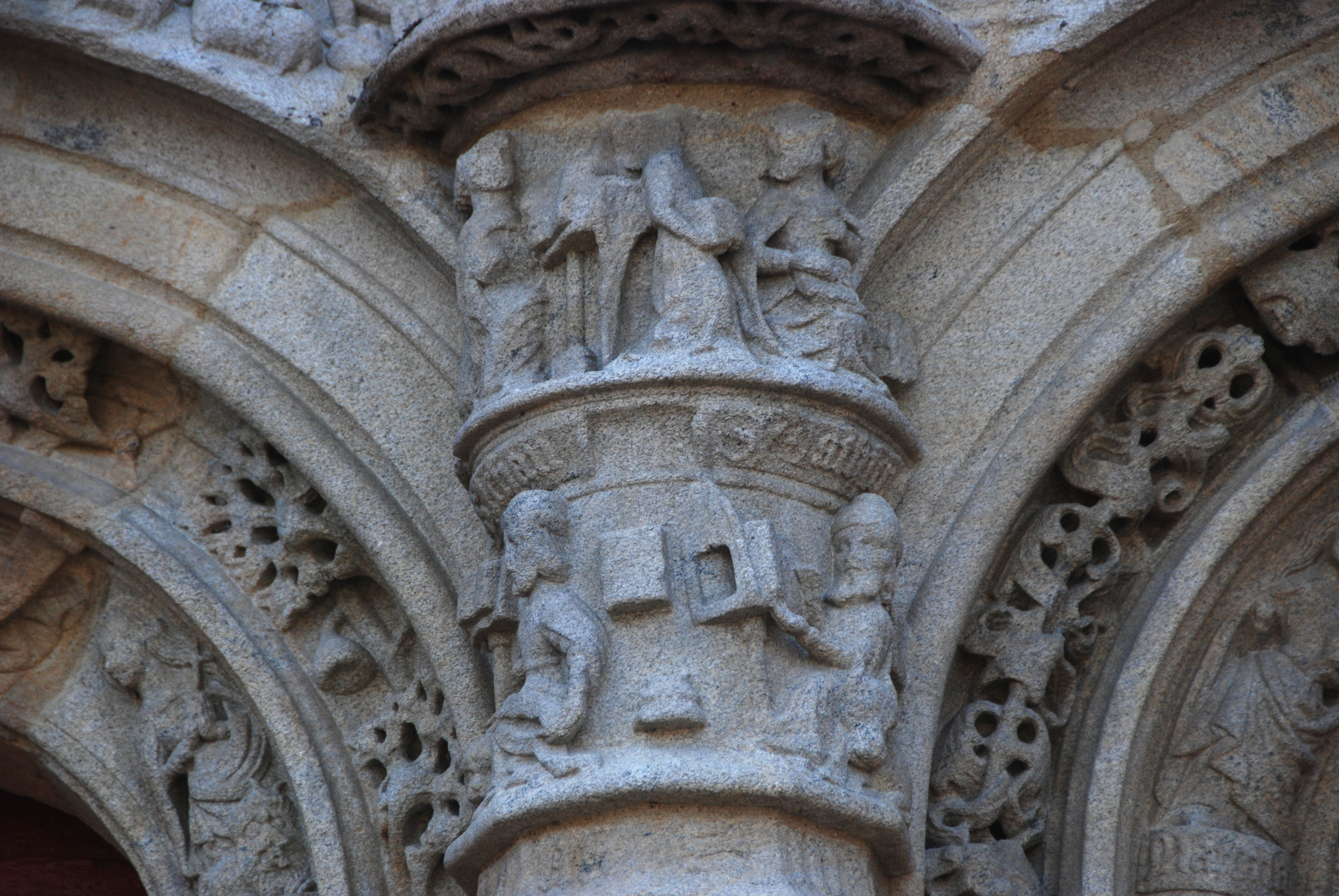
Détail du chapiteau central avec les quatre évangélistes.

### Intérieur

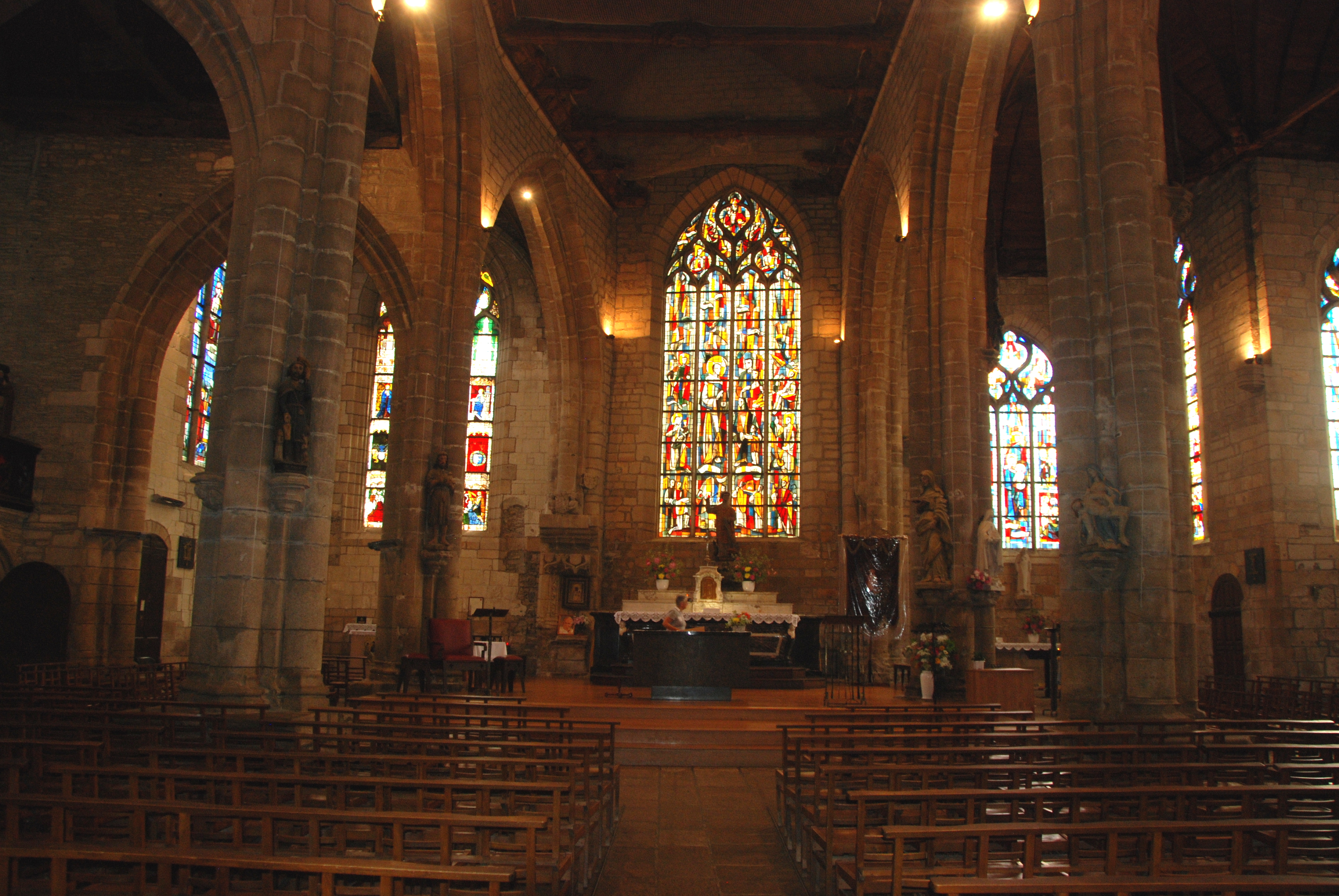
Vue du chœur.
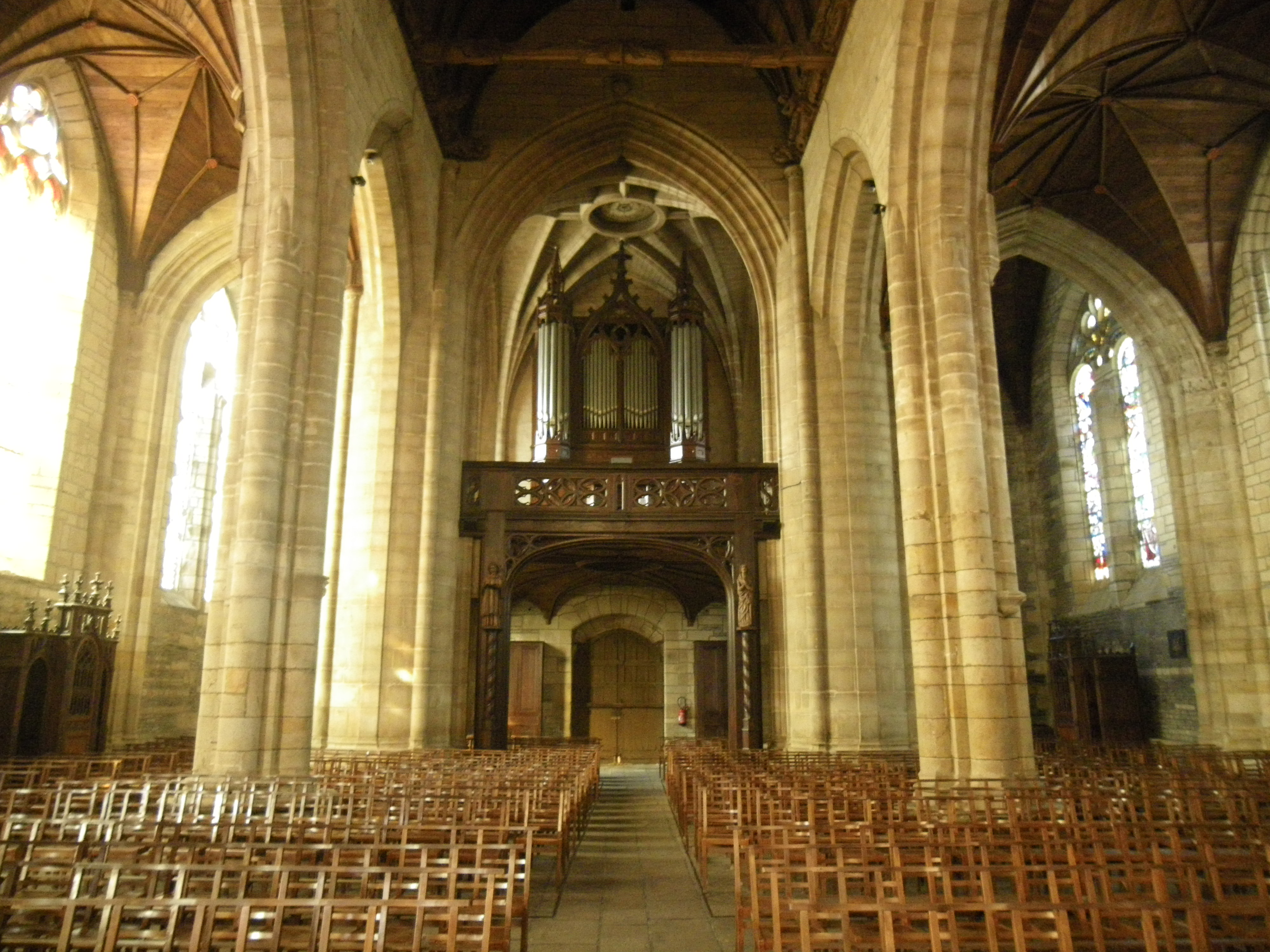
Vue sur l'orgue.
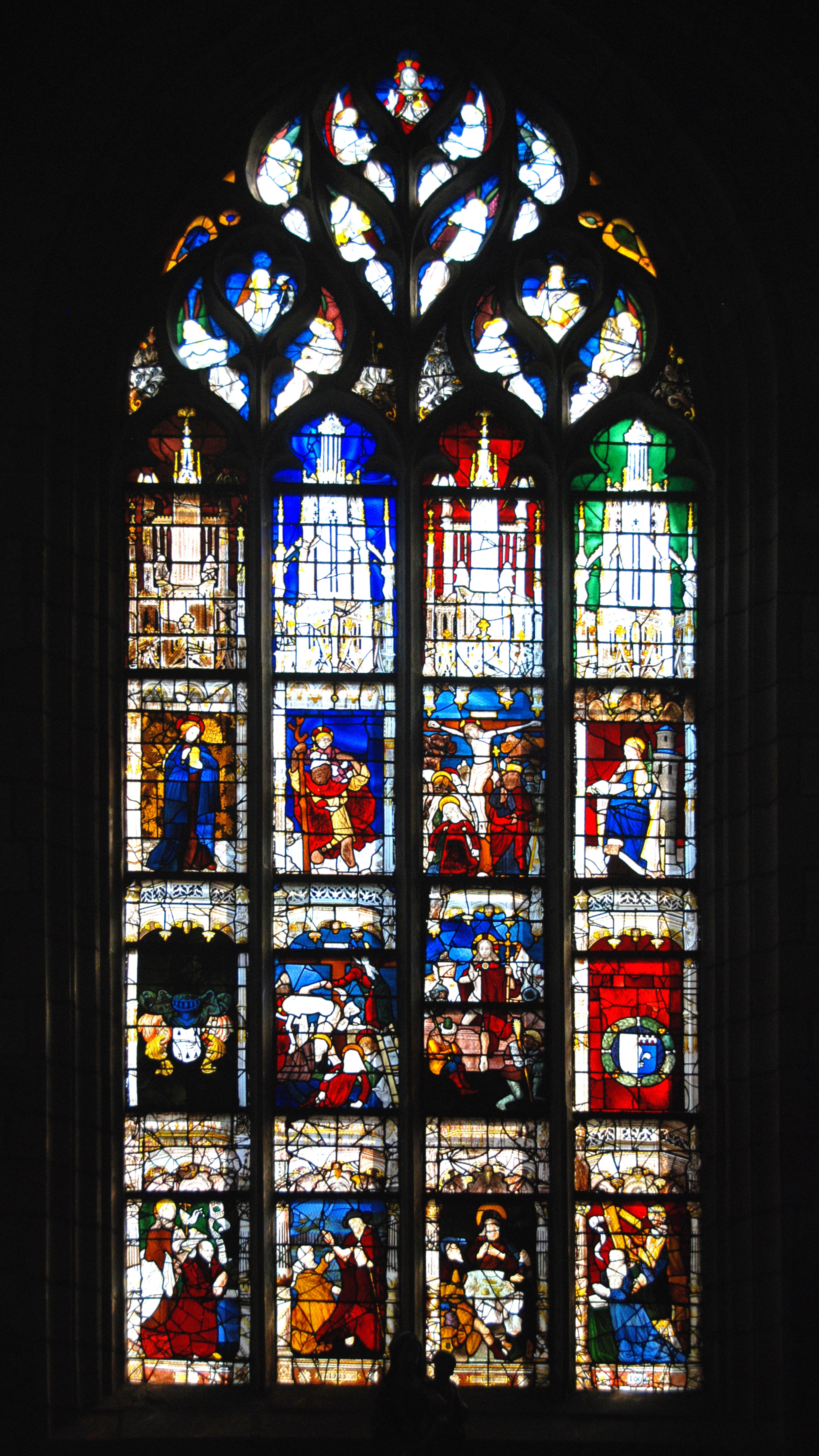
Verrière de la Passion.

Plusieurs vitraux sont protégés au titre des monuments historiques,,,.

## Nécropole

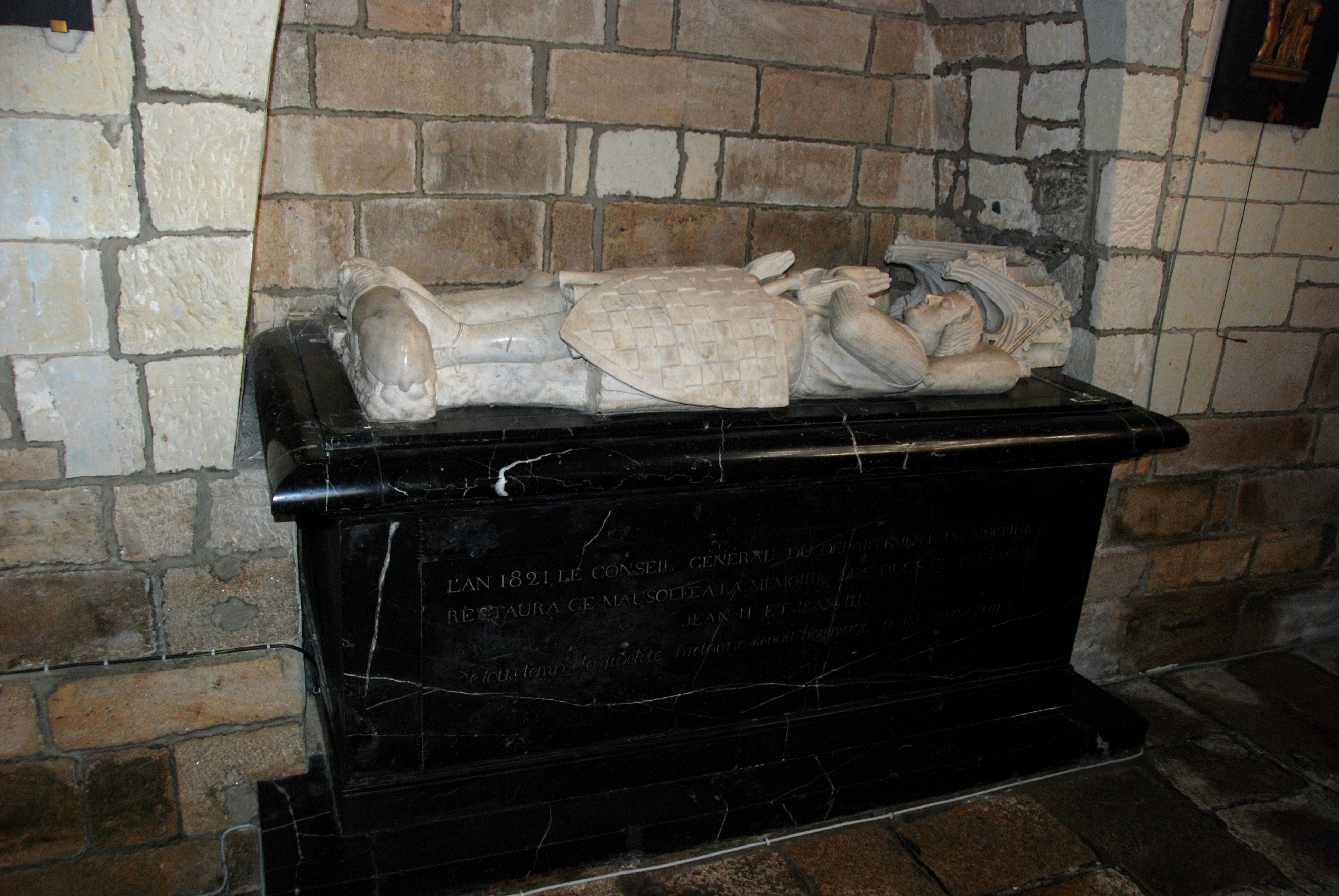
Cénotaphe de Jean II et Jean III de Bretagne.

L'église abrite le cénotaphe des ducs Jean II et Jean III de Bretagne. À l'origine les tombeaux des deux ducs étaient placés dans l'église des Carmes. L'église ayant été détruite par la Ligue, les deux tombeaux ont été déplacés dans l'église du prieuré Saint-Nicolas en 1591. Réinstallés dans la nouvelle église des Carmes, ils y demeurent jusqu'à la Révolution. En 1790, les parois des tombeaux sont détruites et les gisants déposés. C'est le conseil général du Morbihan qui fait restaurer les deux gisants, en 1820, lesquels sont ensuite déposés sur un nouveau et unique tombeau placé dans l'église Saint-Armel.